# Costanzo Casana
Costanzo Casana (Genova, 18 gennaio 1900 – Mar Mediterraneo, 23 marzo 1942) è stato un militare e marinaio italiano, insignito della medaglia d'oro al valor militare alla memoria nel corso della seconda guerra mondiale.

## Biografia

Il Lanciere, in secondo piano, e lAscari in ormeggio nel porto di Cagliari, 28 novembre 1940.

Nacque a Genova il 18 gennaio 1900, figlio di Giacomo e di Eulalia Assandri. Nel 1915 divenne allievo della Regia Accademia Navale di Livorno, conseguendo la promozione a guardiamarina dall'8 luglio 1920 e a sottotenente di vascello il 26 gennaio 1922.
Ebbe varie destinazioni d'imbarco su unità siluranti di superficie e nel 1926, conseguita la promozione a tenente di vascello (il 19 febbraio 1925) e ottenuto il brevetto di osservatore aereo, operò per qualche tempo nell'ambito del 26º Stormo idrovolanti della Regia Aeronautica, rientrando poi nei ruoli della Regia Marina il 30 settembre 1928.
Quindi passò alle unità subacquee, divenendo ufficiale in seconda del sommergibile Des Geneys (Capitano di Fregata Tomaso Panunzio, capo Flottiglia) nel 1930-1931. Fu a la Maddalena (provincia di Sassari) dal 1932 e comandante del sommergibile Fisalia nel 1934. 
Nello stesso anno, promosso capitano di corvetta il 1º marzo, fu comandante in successione del sommergibile Diamante, dell'esploratore Lanzerotto Malocello (comando in seconda) e poi del Nicoloso da Recco (comando in seconda).
Comandò quindi il sommergibile Tricheco con il quale partecipò alla campagna italo-etiopica nel 1936-36 operando in Mar Rosso.
Comandante poi della flottiglia sommergibili di Massaua, dopo il conflitto rimpatriò al termine del 1936 e ancora sommergibilista fu responsabile a Taranto dell'allestimento dei battelli Dagabur e Dessiè dal 30 gennaio 1937 e, dalla stessa data, designato comandante del nuovo sommergibile posamine Foca. 
Promosso capitano di fregata il 2 gennaio 1939, per alcuni mesi fu comandante in seconda dell'incrociatore leggero Giovanni delle Bande Nere e l'anno successivo assunse la carica di Direttore dei Corsi presso la Scuola d'Osservazione Aerea di Taranto e nel dicembre frequentò, ad Orbetello, un corso di specializzazione, divenendo insegnante di discipline aeree e membro di commissione di esame per allievi osservatori d'aereo presso la locale scuola.
Nel 1941 ebbe il comando della torpediniera Giacinto Carini e dal 24 gennaio 1942 ebbe il comando del cacciatorpediniere Lanciere, che partecipò alla seconda battaglia della Sirte il 22 marzo 1942. Dopo la battaglia una furiosa burrasca da scirocco avariò seriamente il Lanciere, provocandone l'affondamento. Il capitano Casana lanciò l'S.O.S. alle ore 9.58 del 23 marzo e alle 10:07, mentre il Lanciere affondava, inviò l'ultimo messaggio: 
La stessa sorte e nelle stesse ore toccò anche al cacciatorpediniere Scirocco (capitano di fregata Francesco Dell'Anno). Dei 470 componenti dei due equipaggi riuscirono a salvarsi solo in 18. Il capitano Casana fu insignito di medaglia d'oro al valor militare alla memoria. Marina volle subito onorarne il nome, assegnandolo ad un cacciatorpediniere della Classe Comandanti Medaglie d'Oro che non fu mai completato a causa della vicende armistiziali dell'8 settembre 1943. 
Una via di Roma Ostia è dedicata a Costanzo Casana.